# Hans Olof Gottfridsson
Hans Olof Gottfridsson, född den 15 december 1962, är en svensk filosofie doktor och universitetslektor i kulturgeografi vid Karlstads universitet. Han har dessutom intresserat sig för popgruppen Beatles tidiga historia.
År 1997 gav han ut boken The Beatles – From Cavern to Star Club. Boken bygger på omfattande arkivstudier och intervjuer med många av de personer som medlemmarna i Beatles hade kontakt med hemma i Liverpool och i Hamburg innan gruppens stora genombrott 1962–1963.